# Museu Nobel
El Museu Nobel (nobelmuseet en suec) és un museu situat en la ciutat vella d'Estocolm a Suècia, en la mateixa calçada de l'edifici de l'Acadèmia Sueca.
Va obrir les portes el 2001, commemorant els 100 anys de Premi Nobel.
Presenta els premiats del Premi Nobel així com els seus treballs, descrivint així l'evolució de la ciència durant més d'un segle.
D'acord amb el manifest del museu la seva missió és ser un reflex i memòria de l'esperit dels premis Nobel i els seus èxits, així com amb el Premi Nobel i Alfred Nobel. Per aconseguir aquests objectius, el museu ofereix exposicions, pel·lícules, obres de teatre i debats relacionats amb la ciència, a més del llibre regular i botigues de records i cafeteries que normalment es troben en els museus. El museu compta amb exposicions amb celebritats com Marie Curie, Nelson Mandela i Winston Churchill, per anomenar només alguns.
El museu va obrir les portes a la primavera de 2001 amb motiu del centenari del Premi Nobel. Atès que, la gran demanda de visites guiades de les classes escolars han fet el local al nucli antic de poc espai, i les ambicions estan a la ubicació de la institució a un edifici més adequat a Skeppsholmen (o més concretament, l'església secularitzada Skeppsholmskyrkan), un illot més a l'est al centre d'Estocolm a prop d'altres museus i institucions relacionades.